# Barbara Poxhofer
Barbara Poxhofer (* 21. September 1985 als Barbara Bollenberger in Murstetten) ist eine österreichische Fußballschiedsrichterin und ehemalige Fußballspielerin.

## Karriere
Bevor Barbara Bollenberger sich im Jahr 2007 dem Schiedsrichterwesen zuwandte, spielte sie im Alter von 14 Jahren zu Beginn in Eichgraben, später bis zum Alter von 23 Jahren – im Mittelfeld oder in der Abwehr eingesetzt – in Neulengbach Vereinsfußball.
Seit dem Jahr 2007 ist sie als Schiedsrichterin aktiv – durch ihr engagiertes, resolutes Auftreten schaffte sie es unter die Top-Referees in Niederösterreich und pfiff bereits in der dritthöchsten Leistungsstufe Österreichs, der Regionalliga, mit dem Ziel, dies auch in der (Frauen)Bundesliga zu tun. Ihr Schiedsrichterdebüt in dieser Spielklasse gab sie am 28. März 2009 (2. Spieltag) in der Begegnung zwischen dem USC Landhaus Wien gegen den FC Wacker Innsbruck. Die Dolmetscherin (Uni-Abschluss in Spanisch und Englisch) war bereits international tätig und leitete am 11. Oktober 2014 in der ersten Qualifikationsrunde in Lettland für die im Jahr 2015 auf Island vorgesehene U17-Europameisterschaft die Partie Wales gegen Belgien. In der Endrunde 2015 leitete sie am 4. Juli in Reykjavík die Finalpaarung Spanien gegen Schweiz. In der Saison 2015/16 kam sie als Vierte Offizielle und zweimal als Schiedsrichterin in der UEFA Women’s Champions League 2015/16 zum Einsatz. Sie wurde auch als vierte Offizielle am 16. Oktober 2014 im CL-Sechzehntelfinale im Rückspiel des SV Neulengbach gegen den MTK Hungária FC (2:2 n. V.) eingesetzt. Die seit 2013 als FIFA-Schiedsrichterin tätige Poxhofer wurde 2017 erneut in dieser Funktion bestätigt.